# Зогу (род)

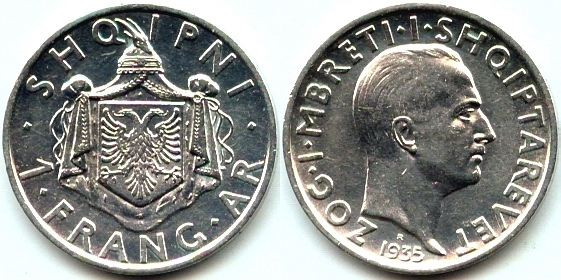
1 франг ар 1935 года — албанская монета с профилем короля Зогу I Сканденберга III

Зо́гу (алб. Zogu) — албанский дворянский род байрактаров (местных военачальников) Северной Албании, из которого происходил Ахмет Зогу, в 1928 году провозглашённый королём албанцев, но смещённый 11 лет спустя.

## История
Ахмет Зогу настаивал на происхождении от Зогу-паши, которого Османский султан назначил наместником округа Мати на севере Албании. Фамильным гнездом рода Зогу была крепость Бургайет.
Во время Июньской революции 1924 года Ахмет Зогу бежал из Албании в Королевство сербов, хорватов и словенцев. При его поддержке и с помощью отряда русских эмигрантов (под командованием полковника К. К. Улагая, вербовку в отряд осуществлял Заурбек Ахушков — близкий друг Ахмета Зогу), Зогу совершил в Албании в декабре 1924 года государственный переворот — и с этого времени стал единоличным правителем страны: с января 1925 года в качестве президента республики. 25 августа 1928 года Ахмет Зогу провозгласил себя монархом Албании, а 1 сентября 1928 года вновь избранное Учредительное собрание (алб. Asamblea Konstituente) утвердило Зогу королём албанцев под двойным громким именем Зогу I Скандербег III.

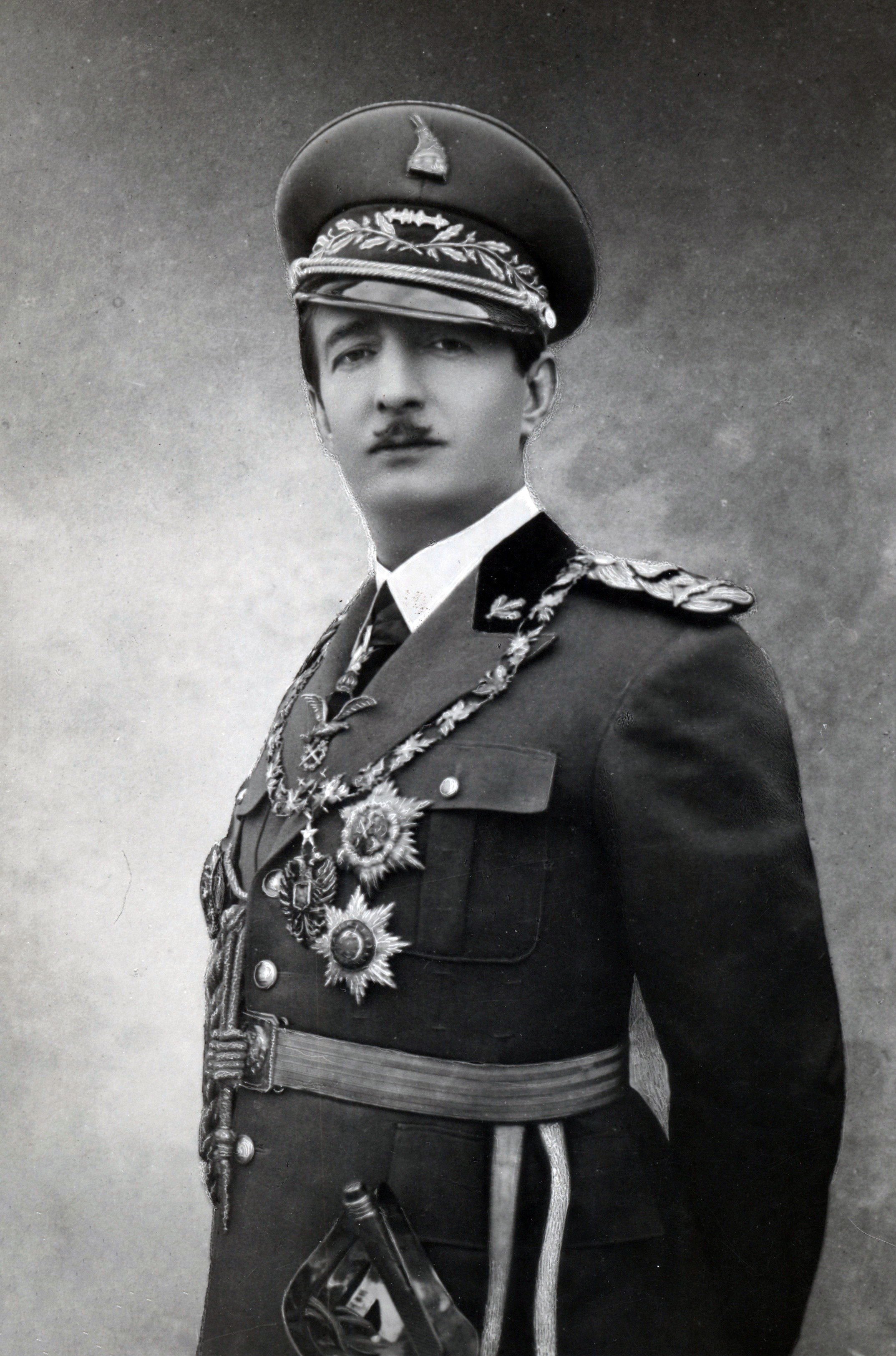
Ахмет Зогу — первый и последний король албанцев

После итальянского вторжения албанская корона перешла Виктору Эммануилу III, королю Италии. По окончании войны к власти в Албании пришли коммунисты, и в стране была установлена республиканская форма правления.
Ахмет Зогу умер в 1961 году, после чего его сын Лека, проживавший в ЮАР, объявил себя «королём в изгнании». После его смерти в 2011 году притязания на албанский престол унаследовал его сын 1982 года рождения, именующий себя Лека II.